# IC 167
ICG 167 è una galassia a spirale barrata visibile nella costellazione di Ariete. Fu scoperta dall'astronomo Guillaume Bigourdan nel 1891 e inclusa da John Dreyer nel suo primo Index Catalogue.

## Gruppo di appartenenza
IC 167 fa parte del gruppo di galassie NGC 691. È una galassia interagente con la vicina NGC 694: le due galassie sembrano infatti condividere alcune regioni H I. La marea galattica osservata su IC 167 suggerisce che stia interagendo anche con un'altra galassia. Da quanto tempo queste galassie stiano interagendo è attualmente oggetto di ricerche.

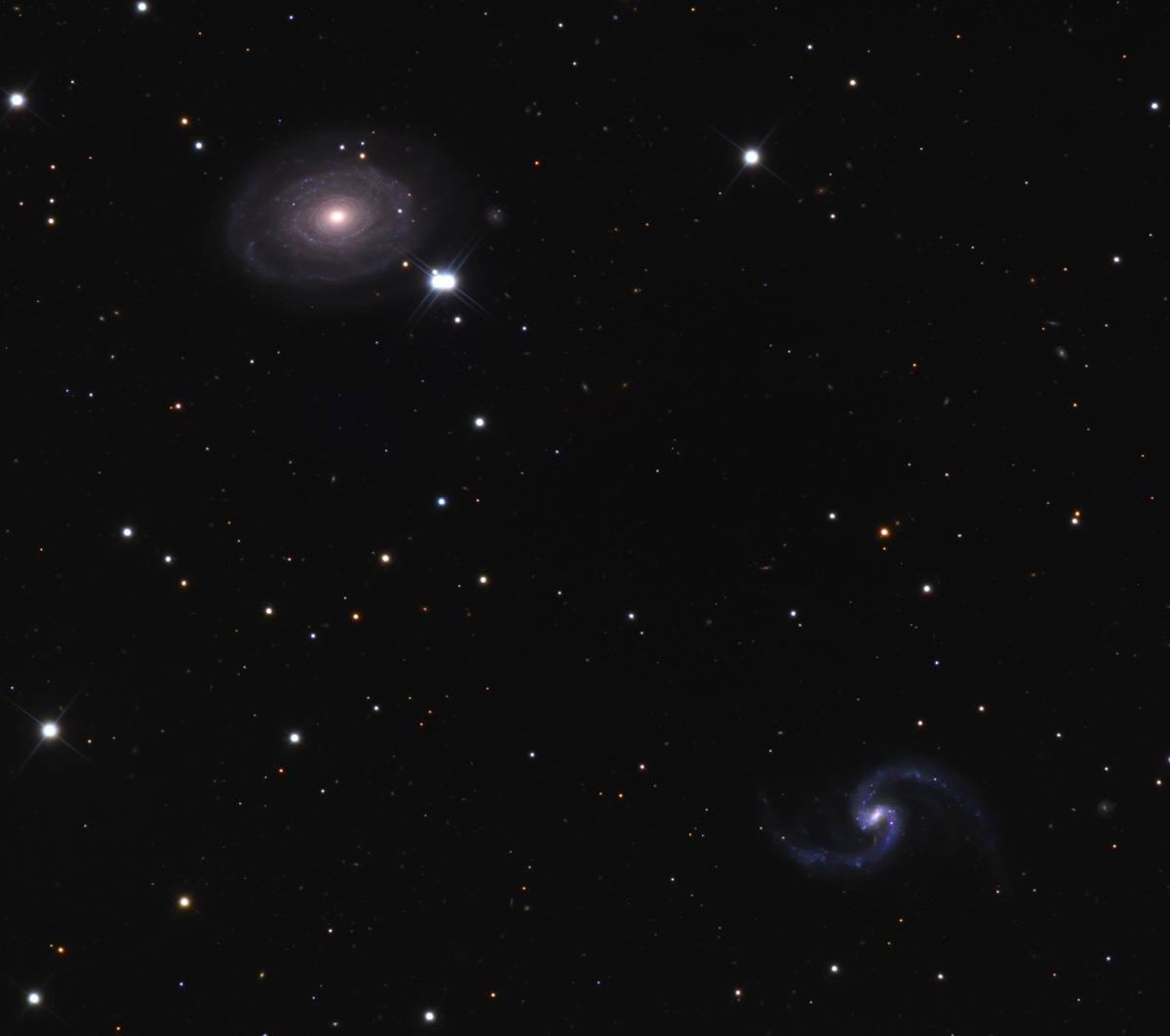
IC-167 in basso a destra, con in alto a sinistra NGC 691